# Friedrich Wilhelm zur Lippe
Friedrich Wilhelm Prinz zur Lippe (* 27. November 1890 in Berlin; † 24. Oktober 1938) war ein deutscher Volkskundler und Rassenforscher.

## Leben
Friedrich Wilhelm Prinz zur Lippe war der Sohn von Rudolf Wolfgang Ludwig Ernst Leopold Prinz zur Lippe (* 27. April 1856 in Neudorf; † 11. Juni 1931 in Drogelwitz) und Karoline Luise Prinzessin von Ardeck (* 12. Dezember 1868 in Lagensbold; † 21. November 1959 in Wiesbaden), Tochter des Landgrafen Wilhelm von Hessen-Philippsthal-Barchfeld (1831–1890) und der Maria von Hanau (1839–1917). Friedrich Wilhelm war dadurch ein Urenkel des letzten Kurfürsten von Hessen Friedrich Wilhelm I. (1802–1875).
Friedrich Wilhelm war Hauptmann, Kulturpolitiker, Staatswissenschaftler, Privatgelehrter und Fachschriftsteller. Er unterstützte und sponserte die Reisen des deutschen Psychologen und einflussreichen Theoretikers des Nationalsozialismus Ludwig Ferdinand Clauß (1872–1974). Zusammen mit ihm und Margarete Lande reiste er in den Nahen Osten.

## Familie
Am 2. Juli 1932 heiratete Friedrich Wilhelm zur Lippe in Breslau Godela von Oven (* 17. Dezember 1906 in Glogau; † 2. November 1989 in Detmold). Das Paar hatte einen Sohn:
- Rudolf (1937–2019)

## Schriften (Auswahl)
- Vom Rassenstil zur Staatsgestalt. Rasse und Politik. Berlin-Neu-Finkenkrug 1928.
- Angewandte Rassenseelenkunde. Leipzig 1931.
- Rasse und Glaube. Stuttgart 1934.